# Siliștea Gumești
Siliştea Gumeşti é uma comuna romena localizada no distrito de Teleorman, na região de Muntênia. A comuna possui uma área de 44.58 km² e sua população era de 2680 habitantes segundo o censo de 2007.